# Paleis van Justitie (Boulogne-sur-Mer)

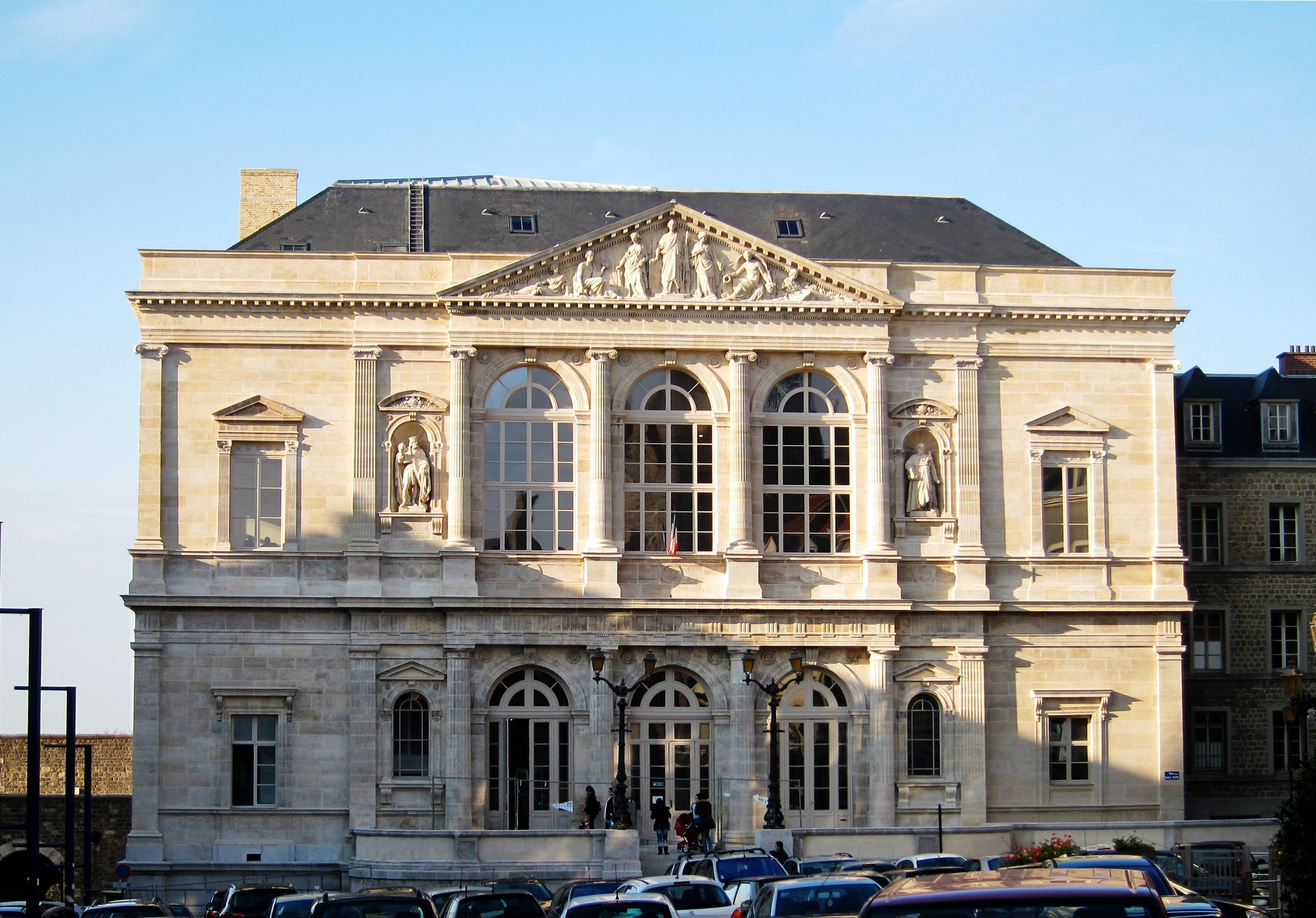
Paleis van Justitie

Het Paleis van Justitie is een bouwwerk in de tot het departement Pas-de-Calais behorende stad Boulogne-sur-Mer.
Het Paleis van Justitie werd gebouwd in 1852 in neoclassicistische stijl. De benedenste verdieping is in Dorische orde uitgevoerd, de bovenste verdieping in Ionische orde. Het fronton toont vijf allegorische figuren: Justitie, geflankeerd door Handel, Industrie, Ambacht en Kunst. In de nissen vindt men de beelden van Karel de Grote en Napoleon Bonaparte.
In 1970 werd een nieuw gebouw aan het historisch bouwwerk toegevoegd.
Onder het gebouw werden de grondvesten van een vierkante Romeinse toren aangetroffen.